# Fabián Ruiz de Aguilar
Fabián Ruiz de Aguilar (* Aguilar de Campos, Corona de Castilla h. 1539 – † ?), clérigo que participó de la conquista de Chile.
Ruiz de Aguilar llegó a Chile en 1560, como chantre de la Catedral de Santiago, y por falta de sacerdotes, el obispo González le proveyó de cura y vicario de algunas ciudades del sur. Muerto aquel, la Sede vacante le nombró para los Confines, cargo que sirvió dos años, pasando en seguida a ser visitador y vicario general de Valdivia, Villarrica, Osorno y Castro. 
De regreso a Santiago, se le envió a La Serena y después a Cuyo, donde permaneció un año. Con ocasión de la muerte del obispo Barrionuevo se le llamó a Santiago para confiarle el cargo de provisor y vicario general. Más tarde pasó a Lima, al concilio, y hubo de quedarse allí, a causa de haber venido su prebenda tan a menos que no valía doscientos pesos. El Arzobispo de aquella ciudad le proveyó por visitador general, cargo en que prestó particulares servicios, y en cuyo desempeño contrajo una grave enfermedad. En 1588, aunque tenía licencia para irse a España, como hemos visto, se hallaba todavía en Lima solicitando se le concediese allí una prebenda. Contaba en esa fecha cincuenta y nueve años de edad.
En el desempeño de su cargo de visitador general de las provincias del sur, Ruiz de Aguilar, a quien la Real Audiencia había recomendado que no reconociese al obispo de la Imperial más jurisdicción que la que le competía en su Catedral, hubo de proveer los curatos, y más tarde, cuando la sede vacante le eligió por provisor, con motivo de la guerra, mantuvo soldados y les suministró armas y caballos.
- Datos: Q5854287